# Scorpaena lacrimata
Scorpaena lacrimata és una espècie de peix pertanyent a la família dels escorpènids.

## Descripció
- Fa 19,8 cm de llargària màxima.[3]

## Hàbitat
És un peix marí, demersal i de clima tropical que viu fins als 400 m de fondària.

## Distribució geogràfica
Es troba al Pacífic oriental central: Tahití.

## Observacions
És verinós per als humans.